# Coupe d'Europe des vainqueurs de coupe masculine de handball 2010-2011
Navigation
Coupe des Coupes 2009-2010 Coupe des Coupes 2011-2012
La Coupe d'Europe des vainqueurs de coupe masculine de handball 2010-2011 est la 36e édition de la compétition. Organisée par la Fédération européenne de handball (EHF), la compétition est ouverte à 32 clubs de handball d'associations membres de l'EHF. Ces clubs sont qualifiés en fonction de leurs résultats dans leur pays d'origine lors de la saison 2009-2010.
Le tenant du titre, le club allemand du VfL Gummersbach, conserve son titre en battant en finale le club français du Tremblay-en-France Handball.

## Résultats

### Tour préliminaire
| Équipe 1                  | Score   | Équipe 2                        | Aller   | Retour  |
| ------------------------- | ------- | ------------------------------- | ------- | ------- |
| ASD Albatro Siracusa (it) | 36 - 71 | UHK Krems                       | 16 - 35 | 20 - 36 |
| FIF Copenhague            | 60 - 51 | HC Kehra                        | 28 - 27 | 32 - 24 |
| HK Drott Halmstad         | 54 - 52 | Pfadi Winterthur                | 28 - 25 | 26 - 27 |
| Zemaitijos Dragūnas       | 42 - 53 | Elverum Handball                | 19 - 26 | 23 - 27 |
| KH BESA Famiglia          | 30 - 87 | VfL Gummersbach                 | 15 - 46 | 15 - 41 |
| Xico Andebol              | 60 - 57 | RK Lovćen Cetinje               | 34 - 32 | 26 - 25 |
| HC Boudivelnyk Brovary    | 51 - 39 | Kaštela Adriachem               | 33 - 20 | 18 - 19 |
| RK Kolubara               | 68 - 65 | Université européenne de Chypre | 39 - 33 | 29 - 32 |
| Balatonfüredi KSE         | 55 - 35 | HC Olimpus-85-USEFS             | 27 - 16 | 28 - 19 |
| RK Maribor Branik         | 61 - 50 | HC Baník Karviná                | 28 - 22 | 33 - 28 |
| RK Vardar Skopje          | 71 - 42 | HC Berchem                      | 42 - 23 | 29 - 19 |
| AC Doukas                 | 42 - 65 | Amaya Sport San Antonio         | 22 - 30 | 20 - 35 |
| CS UCM Reșița             | 57 - 56 | Orlen Wisła Płock               | 34 - 30 | 23 - 26 |
| Izmir BSB SK              | 51 - 60 | HRK Izviđač Ljubuški            | 28 - 29 | 23 - 31 |
| Tremblay-en-France HB     | 54 - 47 | FIQAS Aalsmeer                  | 31 - 23 | 23 - 24 |
| Kaustik Volgograd         | 78 - 58 | HK Kópavogur                    | 39 - 34 | 39 - 24 |

### Huitièmes de finale
| Équipe 1                | Score   | Équipe 2             | Aller   | Retour  |
| ----------------------- | ------- | -------------------- | ------- | ------- |
| Xico Andebol            | 47 – 78 | VfL Gummersbach      | 20 – 39 | 27 – 39 |
| SDC San Antonio         | 63 – 57 | HRK Izviđač Ljubuški | 36 – 29 | 27 – 28 |
| Tremblay-en-France HB   | 49 – 47 | Balatonfüredi KSE    | 29 – 27 | 20 – 20 |
| Bydivelnik Brovary      | 47 – 60 | CS UCM Reșița        | 16 – 33 | 31 – 27 |
| Elverum Handball Herrer | 60 – 58 | Kaustik Volgograd    | 30 – 30 | 30 – 28 |
| RK Kolubara             | 53 – 72 | RK Maribor Branik    | 26 – 40 | 27 – 32 |
| UHK Krems               | 60 – 64 | HK Drott Halmstad    | 31 – 29 | 29 – 35 |
| RK Vardar Skopje        | 60 – 43 | FIF Copenhague       | 33 – 20 | 27 – 23 |

### Quarts de finale
| Équipe 1          | Score   | Équipe 2                | Aller   | Retour  |
| ----------------- | ------- | ----------------------- | ------- | ------- |
| RK Maribor Branik | 55 – 69 | SDC San Antonio         | 28 – 34 | 27 – 35 |
| VfL Gummersbach   | 81 – 58 | Elverum Handball Herrer | 44 – 25 | 37 – 33 |
| RK Vardar Skopje  | 46 – 45 | CS UCM Reșița           | 28 – 22 | 18 – 23 |
| HK Drott Halmstad | 51 – 53 | Tremblay-en-France HB   | 26 – 31 | 25 – 22 |

### Demi-finales
| Équipe 1        | Score    | Équipe 2              | Aller   | Retour  |
| --------------- | -------- | --------------------- | ------- | ------- |
| SDC San Antonio | 48 – 48* | Tremblay-en-France HB | 27 – 23 | 21 – 25 |
| VfL Gummersbach | 71 – 50  | RK Vardar Skopje      | 33 – 21 | 38 – 29 |

* Le Tremblay-en-France HB est qualifié selon la règle du nombre de buts marqués à l'extérieur (23 contre 21).

### Finale
| Équipe 1              | Score   | Équipe 2        | Aller   | Retour  |
| --------------------- | ------- | --------------- | ------- | ------- |
| Tremblay-en-France HB | 54 – 56 | VfL Gummersbach | 28 – 30 | 26 – 26 |

Finale aller
| 15 mai 2011 | Tremblay-en-France HB | 28 - 30   | VfL Gummersbach       | Palais des sports, Tremblay-en-France Affluence : 1 700 Arbitrage : Alin-Sergiu Cirligeanu & Gheorghe Bejinariu |
| 15 mai 2011 | Damien Waeghe 7       | (11 - 14) | Christoph Schindler 8 | Palais des sports, Tremblay-en-France Affluence : 1 700 Arbitrage : Alin-Sergiu Cirligeanu & Gheorghe Bejinariu |
| 15 mai 2011 | ×2 ×4                 | Rapport   | ×2 ×3                 | Palais des sports, Tremblay-en-France Affluence : 1 700 Arbitrage : Alin-Sergiu Cirligeanu & Gheorghe Bejinariu |

Finale retour
| 20 mai 2011 | VfL Gummersbach              | 26 - 26   | Tremblay-en-France HB | Lanxess Arena, Cologne Affluence : 7 892 Arbitrage : Vaclav Horacek & Jiri Novotny |
| 20 mai 2011 | Adrian Pfahl, Vedran Zrnić 7 | (10 - 15) | Romain Guillard 9     | Lanxess Arena, Cologne Affluence : 7 892 Arbitrage : Vaclav Horacek & Jiri Novotny |
| 20 mai 2011 | ×3                           | Rapport   | ×2 ×1                 | Lanxess Arena, Cologne Affluence : 7 892 Arbitrage : Vaclav Horacek & Jiri Novotny |

## Les champions d'Europe
| Vainqueur de la Coupe d'Europe des vainqueurs de coupe 2010-2011 VfL Gummersbach 4e titre |

## Meilleurs buteurs
Les meilleurs buteurs de la compétition sont :
| Rang | Joueur          | Buts | Équipe                |
| ---- | --------------- | ---- | --------------------- |
| 1    | Vedran Zrnić    | 60   | VfL Gummersbach       |
| 2    | Romain Guillard | 54   | Tremblay-en-France HB |
| 3    | Adrian Pfahl    | 52   | VfL Gummersbach       |